# Camponotus mathildeae
Camponotus mathildeae är en myrart som beskrevs av Smith 1949. Camponotus mathildeae ingår i släktet hästmyror, och familjen myror. Inga underarter finns listade.